# Избори за Европейския парламент (2024)
Изборите за Европейски парламент през 2024 г. се провеждат от 6 до 9 юни. Това са десетите парламентарни избори след първите преки избори през 1979 г. и първите избори за Европейски парламент след Brexit. Тези избори ще съвпадат и с редица други избори в някои държави-членки на Европейския съюз.

## История
Последните избори са проведени на 23–26 май 2019 г. По отношение на политическите групи в парламента, те водят значителни загуби на ЕНП (EPP Group) и ПАСД (S&D), докато либералните/центристите (Обнови Европа/Renew Europe), Зелените-ЕСА и ИД(ID) имат значителен напредък, докато ЕКР и Левицата претърпяват спад. Европейската народна партия, ръководена от Манфред Вебер, печели най-много места в Европейския парламент, но след това не успява да осигури подкрепа от други партии за Вебер като кандидат за председател на Комисията. След първоначалната безизходица Европейският съвет решава да номинира Урсула фон дер Лейен като компромисен кандидат за нов Председател на Комисията, а Европейският парламент избрира фон Дер Лейен с 383 гласа (необходими 374 гласа). След това Комисията като цяло одобрена от Европейския парламент на 27 ноември 2019 г., като получава 461 гласа.
Изборите през 2019 г. отбелязват увеличение на избирателната активност, когато 50,7% от избирателите, отговарящи на условията, гласуват в сравнение с 42,5% от изборите през 2014 г. За пръв след изборите за Европейски парламент през 1979 г., избирателната активност се увеличава.
През 2024 г. данните на Евробарометъра показват, че 71% от европейците казват, че е вероятно да гласуват през юни, с 10% по -високи от тези, които заявиха, че ще станат през 2019 г.
След последните избори за европейските избори, десницата продължава да се издига в цяла Европа, но все още разделена, главно от руското нахлуване в Украйна и руските отношения. През 2024 г. десните популистки партии притежават или споделят политическа власт в Унгария (Фидес), Италия (Братя италианци), Швеция (Шведски демократи), Финландия (Истински финландци), Словакия (Словашка национална партия) и Хърватия (Движение на вътрешната страна) . Десният ЕНП "повдигна вежди" сред някои коментатори за усилията си да очарова партии в ЕКР, за да създаде широк консервативен блок, който може да разстрои дългогодишния статукво на споделянето на власт на ЕНП с ляво-центриския ПАСД и центриския Обнови Европа.

## Избирателна система
Изборите в Европейския парламент се регулират от Договора за Европейския съюз, Договора за функционирането на Европейския съюз и Законът относно избора на членовете на Европейския парламент чрез пряко универсално избирателно право (Изборният закон). Законът за изборите гласи, че избирателната процедура се урежда от националните ржазпоредби във всяка държава членка, при спазване на разпоредбите на закона. Изборите се провеждат чрез директно универсално избирателно право чрез пропорционално представяне, като се използва или списъчна система, или еднократно преносимо гласуване. Националният избирателен праг може да не надвишава 5% от подадените гласове.

### Опити за избирателна реформа
През юни 2018 г. Съветът се съгласи да промени избирателния закон на ЕС и да реформира старите закони от Избирателния закон от 1976 г., както е изменено през 2002 г. Новите разпоредби включват задължителен 2% праг за държави с повече от 35 места и правила, за да се предотврати гласуването на избирателите да гласуват в множество страни. След като законът бе приет от Съвета след съгласие, дадено от Европейския парламент през юли 2018 г., не всички държави-членки ратифицираха закона преди изборите през 2019 г., които се проведоха съгласно старите правила. Към 2023 г. реформата все още не е ратифицирана от Кипър и Испания; Германия ратифицира през лятото на 2023 г.
На 3 май 2022 г. Европейският парламент гласува за предлагане на нов избирателен закон, който ще съдържа разпоредби за избиране на 28 места в транснационалните списъци. Към 2024 г. тази реформа не е одобрена от Съвета, което трябва да я одобри единодушно, което означава, че изборите ще бъдат проведени съгласно избирателния закон от 1976 г., изменени през 2002 г.

### Разпределение
В резултат на Брекзит, 27 места от британската делегация бяха разпределени в други страни през януари 2020 г. (избраните през 2019 г., се разпределят на местата си). Останалите 46 места бяха премахнати, като общият брой на евродепутатите намалява от 751 на 705.
Доклад в Европейския парламент, предложен през февруари 2023 г. за промяна на разпределението в Европейския парламент и увеличаване на броя на евродепутатите от 705 на 716, за да се адаптира към развитието на населението и да се запази дегресивна пропорционалност. Той е приет в пленарната част през юни 2023 г. На 26 юли 2023 г. Съветът постигна предварително споразумение, което ще увеличи размера на Европейския парламент до 720 места. На 13 септември 2023 г. Европейският парламент се съгласи с това решение, което беше прието от Европейския съвет на 22 септември 2023 г.

### Избирателна система по държава
| Страна членка | Места  | Дата    | Години | Задължително гласуване | Отсъстващо гласуване   | Минимална възраст на кандидат | Избирателни райони | Законен праг | Максимален праг | Избрирателна система  | Избор на кандидат   |
| ------------- | ------ | ------- | ------ | ---------------------- | ---------------------- | ----------------------------- | ------------------ | ------------ | --------------- | --------------------- | ------------------- |
| Австрия       | 20(+1) | 9 Юни   | 16     | Не                     | По поща                | 18                            | 1                  | 4%           | ~4,8%           | Д'Ондт                | Полуотворен списък  |
| Белгия        | 22(+1) | 9 Юни   | 16     | Да                     | По поща/Чрез пълмощник | 18                            | 3                  | 5%           | До 50%          | Д'Ондт                | Полуотворен списък  |
| България      | 17     | 9 Юни   | 18     | Да                     | —                      | 21                            | 1                  | ~5,9%        | ~5,9%           | Хеър-Ниймайер         | Полуотворен списък  |
| Германия      | 96     | 9 Юни   | 16     | Не                     | По поща                | 18                            | 1                  | —            | ~1.0%           | Сант-Лаге             | Затворен списък     |
| Гърция        | 21     | 9 Юни   | 17     | Да                     | По поща                | 25                            | 01                 | 3%           | ~4.5%           | Хеър-Ниймайер         | Отворен списък      |
| Дания         | 15     | 9 Юни   | 18     | Не                     | По поща                | 18                            | 01                 | —            | ~6.3%           | Д'Ондт                | Отворен списък      |
| Естония       | 07     | 3-9 Юни | 18     | Не                     | По поща/онлайн         | 21                            | 01                 | —            | 12.5%           | Д'Ондт                | Отворен списък      |
| Ирландия      | 14     | 7 Юни   | 18     | Не                     | —                      | 21                            | 03                 | —            | До 20%          | Един предаваем глас   | Един предаваем глас |
| Испания       | 61     | 9 Юни   | 18     | Не                     | По поща                | 18                            | 01                 | —            | ~1.6%           | Д'Ондт                | Затворен списък     |
| Италия        | 76     | 8–9 Юни | 18     | Не                     | —                      | 25                            | 05                 | 4%           | 4%              | Хеър-Ниймайер         | Отворен списък      |
| Кипър         | 06     | 9 Юни   | 18     | Да                     | —                      | 21                            | 01                 | 1.8%         | ~14.3%          | Хеър-Ниймайер         | Отворен списък      |
| Латвия        | 09     | 8 June  | 18     | Не                     | По поща                | 21                            | 01                 | 5%           | 10%             | Сант-Лаге             | Отворен списък      |
| Литва         | 11     | 9 Юни   | 18     | Не                     | По поща                | 21                            | 01                 | 5%           | ~8.3%           | Хеър-Ниймайер         | Отворен списък      |
| Люксембург    | 06     | 9 Юни   | 18     | Да                     | По поща                | 18                            | 01                 | —            | ~14.3%          | Д'Ондт                | Панашироване        |
| Малта         | 06     | 8 Юни   | 16     | Не                     | —                      | 18                            | 01                 | N/A          | ~14.3%          | Един предаваем глас   | Един предаваем глас |
| Нидерландия   | 31     | 6 Юни   | 18     | Не                     | По поща/Чрез пълмощник | 18                            | 01                 | ~3.2%        | ~3.2%           | Д'Ондт                | Полуотворен списък  |
| Полша         | 53     | 9 Юни   | 18     | Не                     | —                      | 21                            | 13                 | 5%           | 5%              | Д'Ондт                | Отворен списък      |
| Португалия    | 21     | 9 Юни   | 18     | Не                     | —                      | 18                            | 01                 | —            | ~4.5%           | Д'Ондт                | Затворен списък     |
| Румъния       | 33     | 9 Юни   | 18     | Не                     | —                      | 23                            | 01                 | 5%           | 5%              | Д'Ондт                | Затворен списък     |
| Словакия      | 15     | 8 Юни   | 18     | Не                     | —                      | 21                            | 01                 | 5%           | ~6.3%           | Хеър-Ниймайер         | Полуотворен списък  |
| Словения      | 09     | 9 Юни   | 18     | Не                     | По поща                | 18                            | 01                 | —            | 10%             | Д'Ондт                | Полуотворен списък  |
| Унгария       | 21     | 9 Юни   | 18     | Не                     | По поща                | 18                            | 01                 | 5%           | 5%              | Д'Ондт                | Затворен списък     |
| Финландия     | 15     | 9 Юни   | 18     | Не                     | По поща                | 18                            | 01                 | —            | ~6.3%           | Д'Ондт                | Отворен списък      |
| Франция       | 81     | 9 Юни   | 18     | Не                     | Чрез пълмощник         | 18                            | 01                 | 5%           | 5%              | Д'Ондт                | Затворен списък     |
| Хърватска     | 12     | 9 Юни   | 18     | Не                     | —                      | 18                            | 01                 | 5%           | ~7.7%           | Д'Ондт                | Полуотворен списък  |
| Чехия         | 21     | 7–8 Юни | 18     | Не                     | —                      | 21                            | 01                 | 5%           | 5%              | Д'Ондт                | Полуотворен списък  |
| Швеция        | 21     | 9 Юни   | 18     | Не                     | По поща                | 18                            | 01                 | 4%           | ~4.5%           | Модифициран Сант-Лаге | Полуотворен списък  |

### Система Spitzenkandidat
В навечерието на изборите за Европейски парламент през 2014 г. се разкрива нова неформална система за избор на председател на Европейската комисия (известна разговорно като системата Spitzenkandidat), която диктува коя партийна група спечели най-много места (или тази, която може да осигури подкрепа на мажоритарна коалиция) биха видели техния кандидат да стане председател на Комисията. През 2014 г. кандидатът на най-голямата група, Жан-Клод Юнкер, в крайна сметка е номиниран и избран за председател на Комисията. Европейските партийни лидери имат за цел да въведат отново системата през 2019 г., като избират водещи кандидати и организират телевизионен дебат между тези кандидати. След изборите германският министър на отбраната Урсула фон дер Лайен е избрана за председател на Комисията, въпреки че не е кандидат преди изборите, докато Манфред Вебер, водещият кандидат на ЕНП, който спечели най-много места, не е номиниран, тъй като не успя да осигури подкрепа от никоя друга партия. След това назначаване на председател на Комисията, който не е бил Spitzenkandidat, някои призоваха системата да бъде изоставена, докато други призоваха тя да бъде съживена на изборите през 2024 г.
През 2023 г. множество политически партии на европейско ниво обявяват намеренията си да номинират основен кандидат. ЕКР и ИД отказват да направят това.

## Избирателна активност
Около 357 милиона души имат право на глас в 27 държави.